# Cuza Vodă (Constanța megye)
Cuza Vodă község Constanța megyében, Dobrudzsában, Romániában.

## Fekvése
A település az ország délkeleti részén található, Konstancától északnyugatra negyven kilométerre, Medgidiától északkeletre három kilométerre.

## Története
Régi török neve Dokuz Oğul (románul: Docuzol). A 20. században kapta mai nevét, Alexandru Ioan Cuza, az Egyesült Román Fejedelemségek uralkodója után.